# Emile Bouchard Trophy
Emile Bouchard Trophy je hokejová trofej udělovaná každoročně nejlepšímu obránci juniorské ligy Quebec Major Junior Hockey League.

## Držitelé Emile Bouchard Trophy
| Sezóna  | Jméno                   | Tým                      |
| ------- | ----------------------- | ------------------------ |
| 2021–22 | Lukas Cormier           | Charlottetown Islanders  |
| 2020–21 | Lukas Cormier           | Charlottetown Islanders  |
| 2019–20 | Jordan Spence           | Moncton Wildcats         |
| 2018–19 | Charle-Édouard D'Astous | Rimouski Océanic         |
| 2017–18 | Olivier Galipeau        | Acadie–Bathurst Titan    |
| 2016–17 | Thomas Chabot           | Saint John Sea Dogs      |
| 2015–16 | Sam Girard              | Shawinigan Cataractes    |
| 2014–15 | Jan Košťálek            | Rimouski Océanic         |
| 2013–14 | Guillaume Gélinas       | Val-d’Or Foreurs         |
| 2012–13 | Kevin Gagné             | Rimouski Océanic         |
| 2011–12 | Jérôme Gauthier-Leduc   | Rimouski Océanic         |
| 2010–11 | Simon Després           | Saint John Sea Dogs      |
| 2009–10 | David Savard            | Moncton Wildcats         |
| 2008–09 | Dmitrij Kulikov         | Drummondville Voltigeurs |
| 2007–08 | Marc-André Bourdon      | Rouyn-Noranda Huskies    |
| 2006–07 | Kris Letang             | Val-d'Or Foreurs         |
| 2005–06 | Keith Yandle            | Moncton Wildcats         |
| 2004–05 | Mario Scalzo            | Rimouski / Victoriaville |
| 2003–04 | Doug O'Brien            | Gatineau Olympiques      |
| 2002–03 | Maxime Fortunus         | Baie-Comeau Drakkar      |
| 2001–02 | Danny Groulx            | Victoriaville Tigres     |
| 2000–01 | Marc-André Bergeron     | Shawinigan Cataractes    |
| 1999–00 | Michel Périard          | Rimouski Océanic         |
| 1998–99 | Jiří Fischer            | Hull Olympiques          |
| 1997–98 | Derrick Walser          | Rimouski Océanic         |
| 1996–97 | Stéphane Robidas        | Shawinigan Cataractes    |
| 1995–96 | Denis Gauthier          | Drummondville Voltigeurs |
| 1994–95 | Stephane Julien         | Sherbrooke Faucons       |
| 1993–94 | Steve Gosselin          | Chicoutimi Saguenéens    |
| 1992–93 | Benoit Larose           | Laval Titan              |
| 1991–92 | François Groleau        | Shawinigan Cataractes    |
| 1990–91 | Patrice Brisebois       | Drummondville Voltigeurs |
| 1989–90 | Claude Barthe           | Victoriaville Tigres     |
| 1988–89 | Yves Racine             | Victoriaville Tigres     |
| 1987–88 | Éric Desjardins         | Granby Bisons            |
| 1986–87 | Jean-Marc Richard       | Chicoutimi Saguenéens    |
| 1985–86 | Sylvain Côté            | Hull Olympiques          |
| 1984–85 | Yves Beaudoin           | Shawinigan Cataractes    |
| 1983–84 | Billy Campbell          | Verdun Juniors           |
| 1982–83 | Jean-Jacques Daigneault | Longueuil Chevaliers     |
| 1981–82 | Paul Boutilier          | Sherbrooke Castors       |
| 1980–81 | Fred Boimistruck        | Cornwall Royals          |
| 1979–80 | Gaston Therrien         | Québec Remparts          |
| 1978–79 | Ray Bourque             | Verdun Éperviers         |
| 1977–78 | Mark Hardy              | Montreal Juniors         |
| 1976–77 | Robert Picard           | Montreal Juniors         |
| 1975–76 | Jean Gagnon             | Québec Remparts          |